# Callac
Callac (en bretó Kallag) és un municipi francès, situat a la regió de Bretanya, al departament de Costes del Nord. L'any 1999 tenia 2.459 habitants. El consell municipal ha aprovat la carta Ya d'ar brezhoneg.

## Demografia
| 1962                                       | 1968 | 1975 | 1982 | 1990 | 1999 |
| ------------------------------------------ | ---- | ---- | ---- | ---- | ---- |
| 3002                                       | 3043 | 3024 | 2872 | 2592 | 2459 |
| Des de 1962: població sense dobles comptes |      |      |      |      |      |

## Administració
| Període   | Identitat        | Partit |
| --------- | ---------------- | ------ |
| 1981-1983 | Albert Prigent   |        |
| 1983-1989 | François Le Gall |        |
| 1989-2008 | Félix Leyzour    | PCF    |
| 2008-     | Carole Le Jeune  | PCF    |